# اندیس دوجاهی
دوجاهی یک اندیس مصالح ساختمانی است که در حوالی شهر میمه استان اصفهان قرار دارد و مادهٔ معدنی موجود در آن، سنگ لاشه آهکی است.  